# Becken von Cilli
Koordinaten: 46° 15′ N, 15° 9′ O

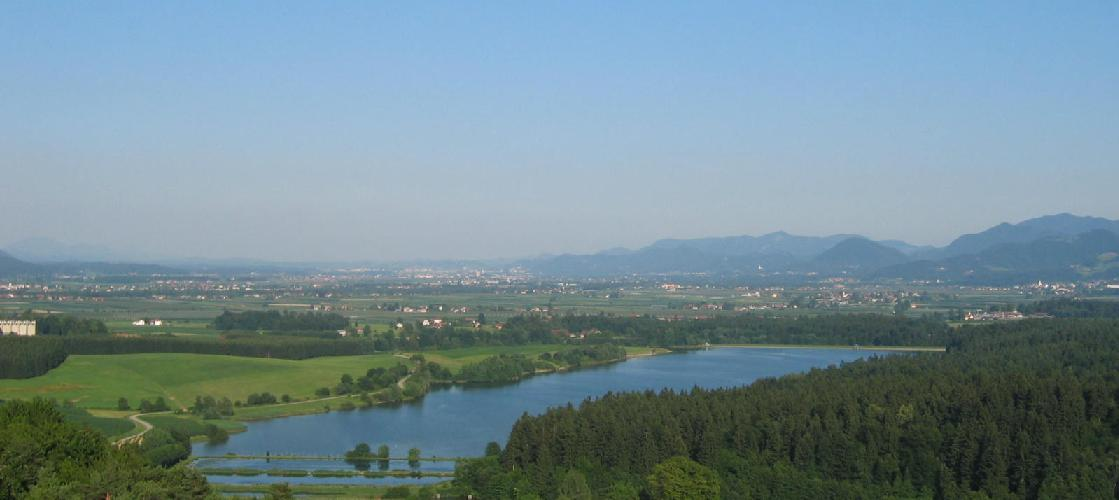
Der westliche Teil des Celje-Beckens, im Vordergrund der Sann-See (Blick Richtung Celje)

Das Celje-Becken, historische deutsche Bezeichnung  Becken von Cilli (slowenisch Celjska kotlina) ist ein inneralpines Becken südlich der Bacher- und Steiner Alpen, durchflossen von dem Fluss Sann (Savinja) in Slowenien.

## Lage
Das Celje-Becken umfasst das Untere Savinja-Tal. Gleichzeitig ist es ein städtischer Großraum der Stadtgemeinde Celje (deutsch Cilli) in Slowenien, rund 50 km nordöstlich von Ljubljana. Es hat eine Länge von 35 km und eine Breite von 6 bis 12 km. Neben Celje liegen – von West nach Ost – auch die Gemeinden Vransko, Polzela, Prebold, Žalec, Štore und Šentjur im Becken. Längs hindurch verläuft die Autobahn 1 zwischen Ljubljana und Maribor.

## Geographie
Das Celje-Becken ist das größte Becken im mittleren Osten Sloweniens. Im Süden grenzt es an das Save-Hügelland (slowenisch: Posavsko hribovje), im Westen an die Karsthochebenen Menina und Dobrovlje, im Norden an die Vitanjsko-Konjiške Karavanken, im Nordosten an das Pohorje-Gebirge und im Osten an die Linie Grobelno – Ponikva in den Voglajna-Hügeln. Das Tal ist etwa 35 km lang und 6 bis 12 km breit. Im Süden ist es flach, im Norden und Osten hügelig. Die Höhe des Tals variiert zwischen 240 und 320 m. Der Boden besteht überwiegend aus Kies, nur am Rande gibt es Lehmvorkommen.  Die Zuflüsse in das Celje-Becken haben ein Einzugsgebiet von etwa 1.750 km². Hier münden die Voglajna und die Ložnica in die Savinja. Kurz unterhalb von Celje biegt die Savinja in einer scharfen Kurve nach Süden ins Tal durch das Posavsko hribovje in Richtung Save ab.

## Klima
Im Celje-Becken mit einer durchschnittlichen Jahrestemperatur von 9,1 °C vermischen sich alpines und kontinentales Klima. Die Winter sind kalt (Januar −2 °C) mit Temperaturumkehr und die Sommer warm (Juli 19,3 °C). Die jährliche Niederschlagsmenge, deren Höhepunkt in den Sommermonaten liegt, liegt zwischen 1150 und 1360 mm und nimmt von Osten nach Westen zu.

## Ortschaften
Größere Siedlungen im Celje-Becken sind die Gemeinden Celje, Žalec, Štore, Šentjur, Prebold, Polzela, Vransko.

## Verkehr
Das Celje-Becken ist ein Knotenpunkt wichtiger Routen. Parallel zur alten Straße verläuft jetzt die Autobahn A1. Der östliche Teil des Beckens erhielt 1846 die Eisenbahnlinie (Maribor – Ljubljana), 1891 den Zweig Celje – Velenje und 1905 den Zweig Grobelno – Rogatec.